# Barleria vestita
Barleria vestita är en akantusväxtart som beskrevs av T. Anders.. Barleria vestita ingår i släktet Barleria och familjen akantusväxter. Inga underarter finns listade i Catalogue of Life.